# Isopterygium groutii
Isopterygium groutii là một loài Rêu trong họ Hypnaceae. Loài này được (Cardot & Thér.) Grout mô tả khoa học đầu tiên năm 1929.